# Haydn Jeugd Strijkorkest
Het Haydn Jeugd Strijkorkest is een strijkorkest actief in Noord-Nederland. Het orkest, waaraan strijkers in de leeftijdsgroep van 12 tot en met 19 jaar deelnemen, staat onder leiding van dirigent Jan-Ype Nota. 
Het Haydn Jeugd Strijkorkest speelt naast het klassieke strijkersrepertoire ook werken uit de barok (waaronder de Lente uit Vivaldi’s De vier jaargetijden) en moderne stukken, zoals het Concert voor piano, trompet en strijkorkest nr. 1, op. 35 van Sjostakovitsj.
Het Haydn Jeugd Strijkorkest staat binnen Nederland hoog aangeschreven. Elk jaar begeleidt het orkest een aantal jonge solisten, maakt een buitenlandse concertreis en neemt een cd/dvd op.
Het orkest is opgericht in 1989 door Josien Le Coultre, Gerben Makkes van der Deijl en Bas Muller. Ben de Ligt en Yke Toepoel waren vele jaren de dirigent en de manager.